# Goloboffia
Goloboffia là một chi nhện trong họ Migidae.